# Hochwasserrückhaltebecken Hölltal
Das Hochwasserrückhaltebecken Hölltal (gelegentlich auch der Staudamm Hölltal genannt) ist ein Hochwasserrückhaltebecken im Hölltal bei Giengen an der Brenz in Baden-Württemberg. Das Bauwerk nordöstlich des Orts gilt nach DIN 19700-12 als mittleres Becken. Der gestaute Bach ist der in seinem Oberlauf beständig, ab kurz vor dem Eintritt in die erste Schlucht des Hölltals nur intermittierend wasserführende Höllbach mit seinen zwei Zuflüssen, der im Ortsbereich Giengens überdacht ist und dort nach kurzem freien Verlauf von links und Nordosten der Brenz zufließt.

## Beschreibung
Das Bauwerk riegelt den 4,5 km langen, nur auf etwa dem ersten Kilometer seines Oberlaufs einschließlich seiner Zuflüsse ebendort beständig wasserführenden, sonst meist trockenen Strang des Hölltals ab, der nördlich von Hohenmemmingen auf etwa 510 m ü. NHN nur 50 Meter von der Grenze zu Bayern entfernt einsetzt. Das Einzugsgebiet ist etwa 16,8 km² groß. Es liegt auf der verkarsteten Weißjurahochfläche der Schwäbischen Alb im Naturraum Südliches Härtsfeld.
Der 1958 erbaute Damm steht etwa 400 m nordöstlich der geschlossenen Bebauung von Giengen und kann bis zu 110.000 m³ Wasser zurückhalten. Er dient ausschließlich dem Hochwasserschutz der westlich des Schießbergs und südlich des Läutenbergs gelegenen Teile des Orts.

Ausgewählte Bilder des Hochwasserrückhaltebeckens Hölltal
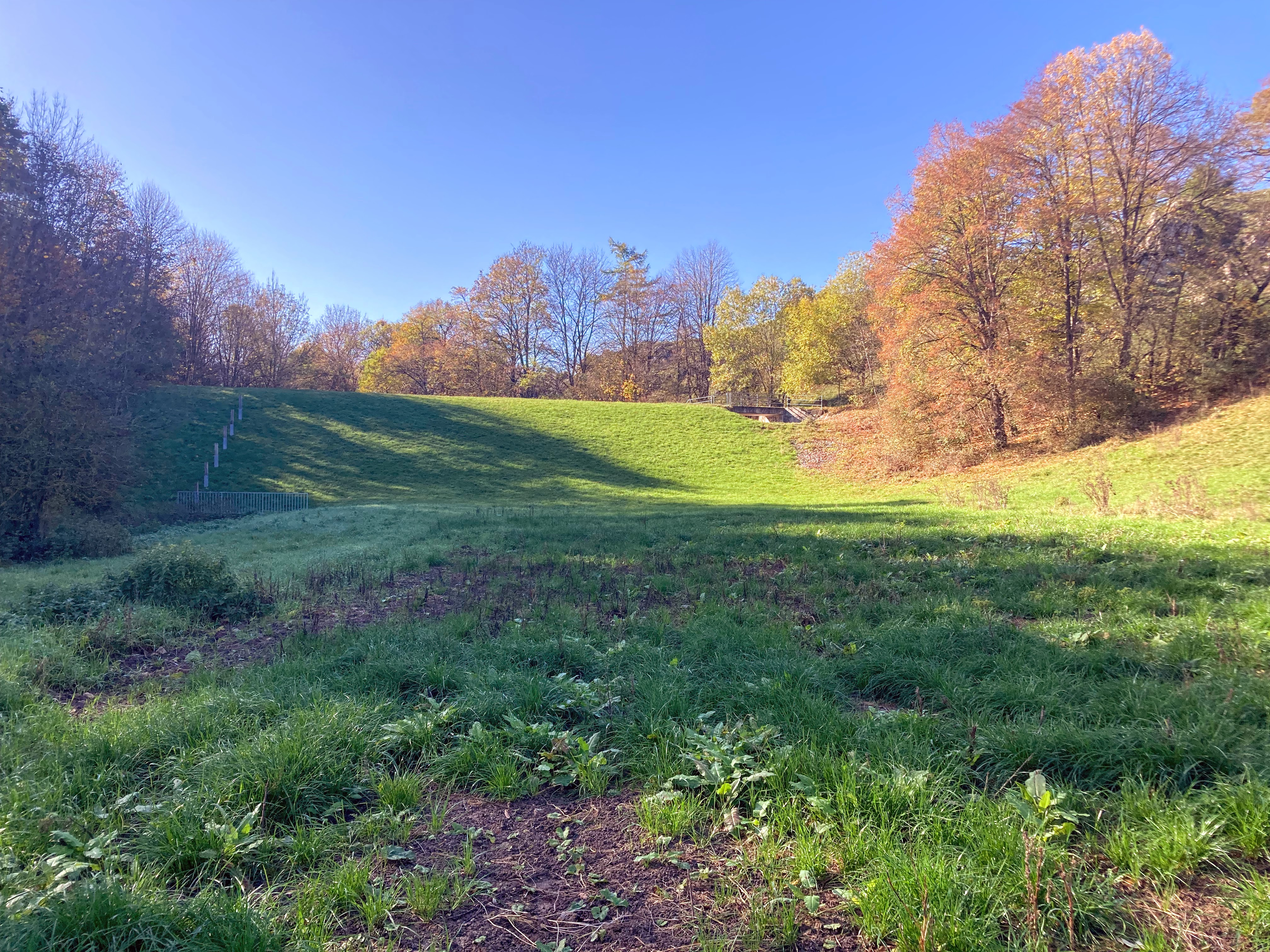
Hochwasserrückhaltebecken Hölltal (2022), Wasserseite
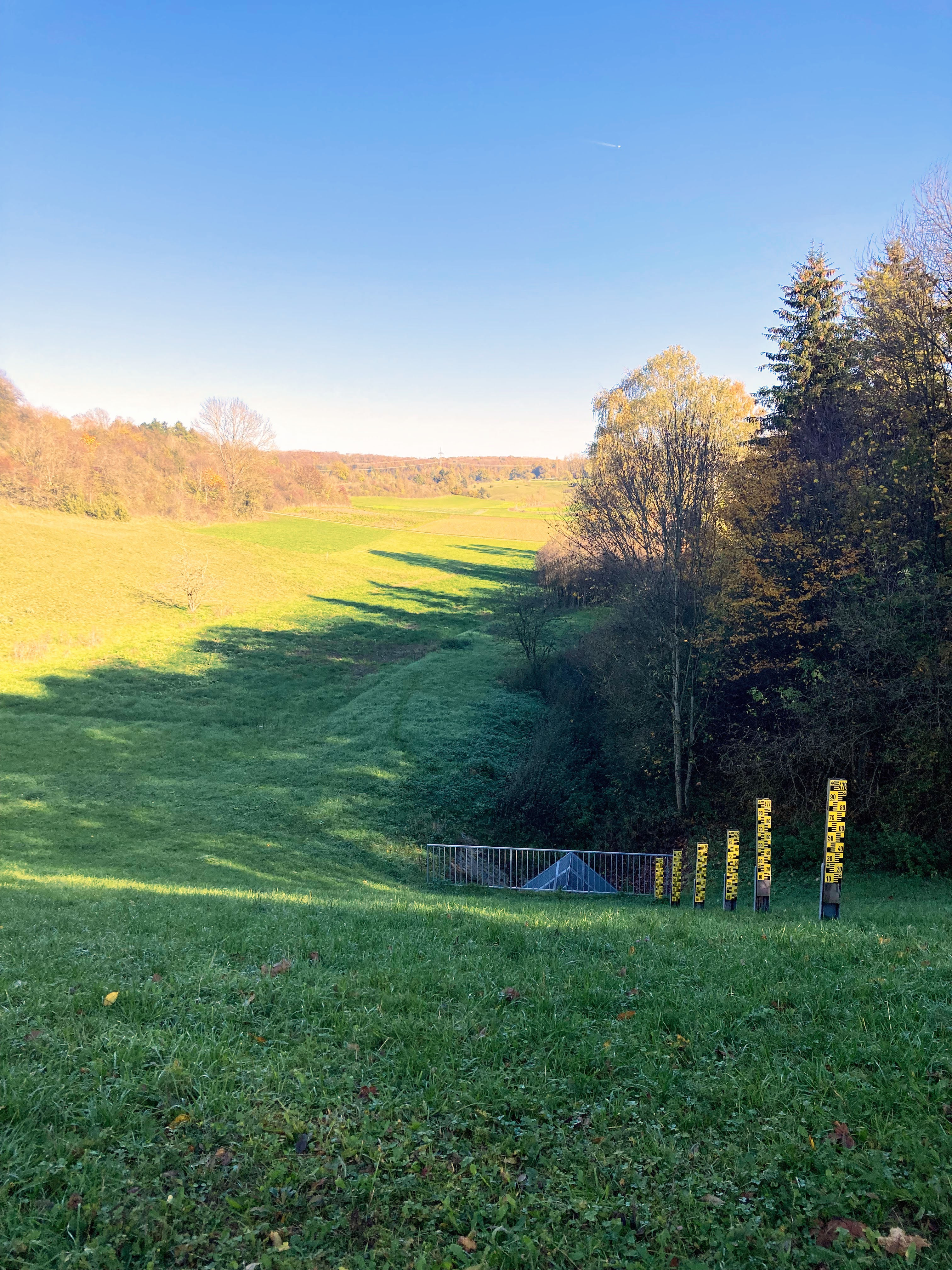
Hochwasserrückhaltebecken Hölltal (2022), Wasserseite mit Grundablass
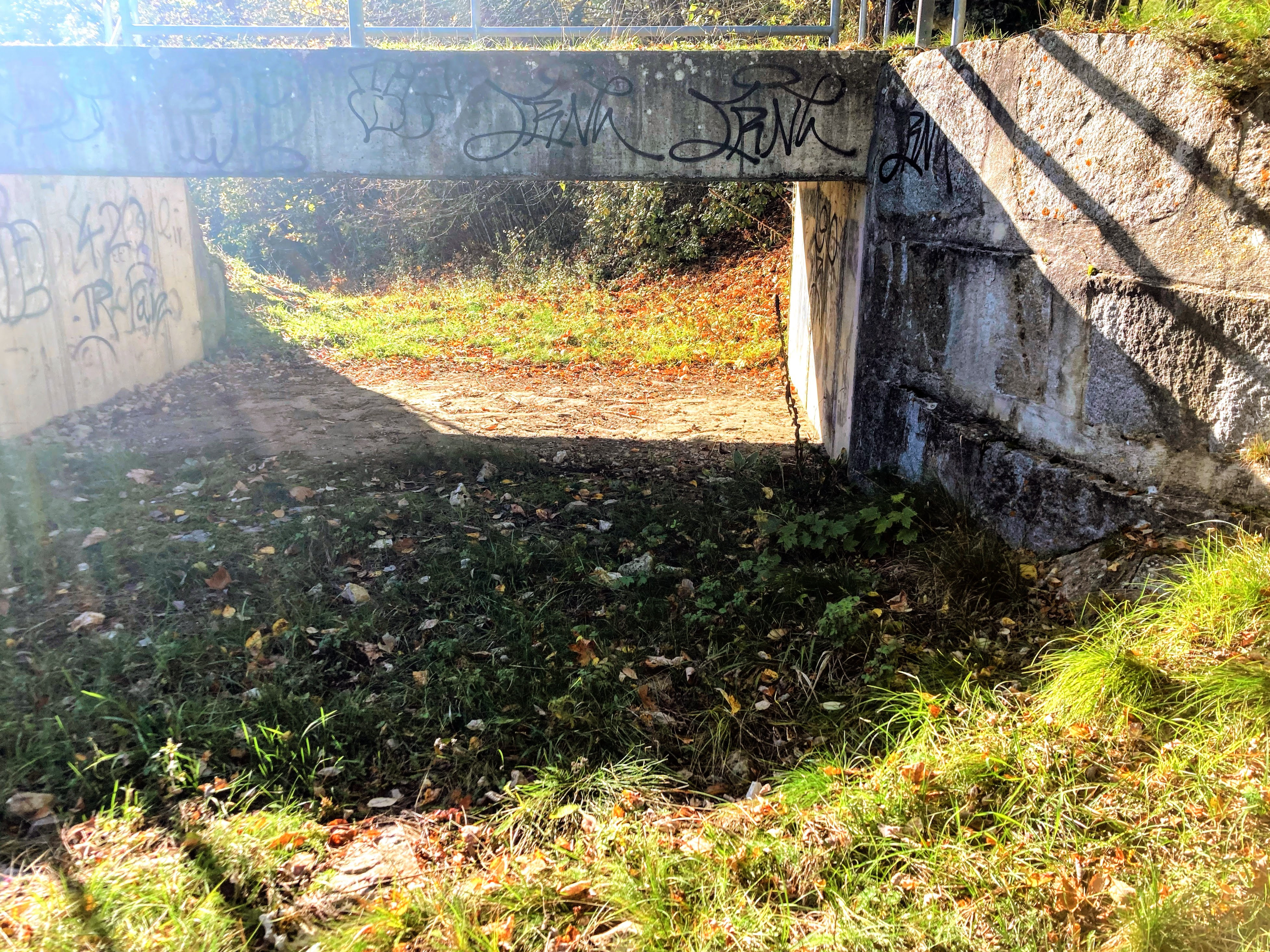
Hochwasserrückhaltebecken Hölltal (2022), Stirnentlastung
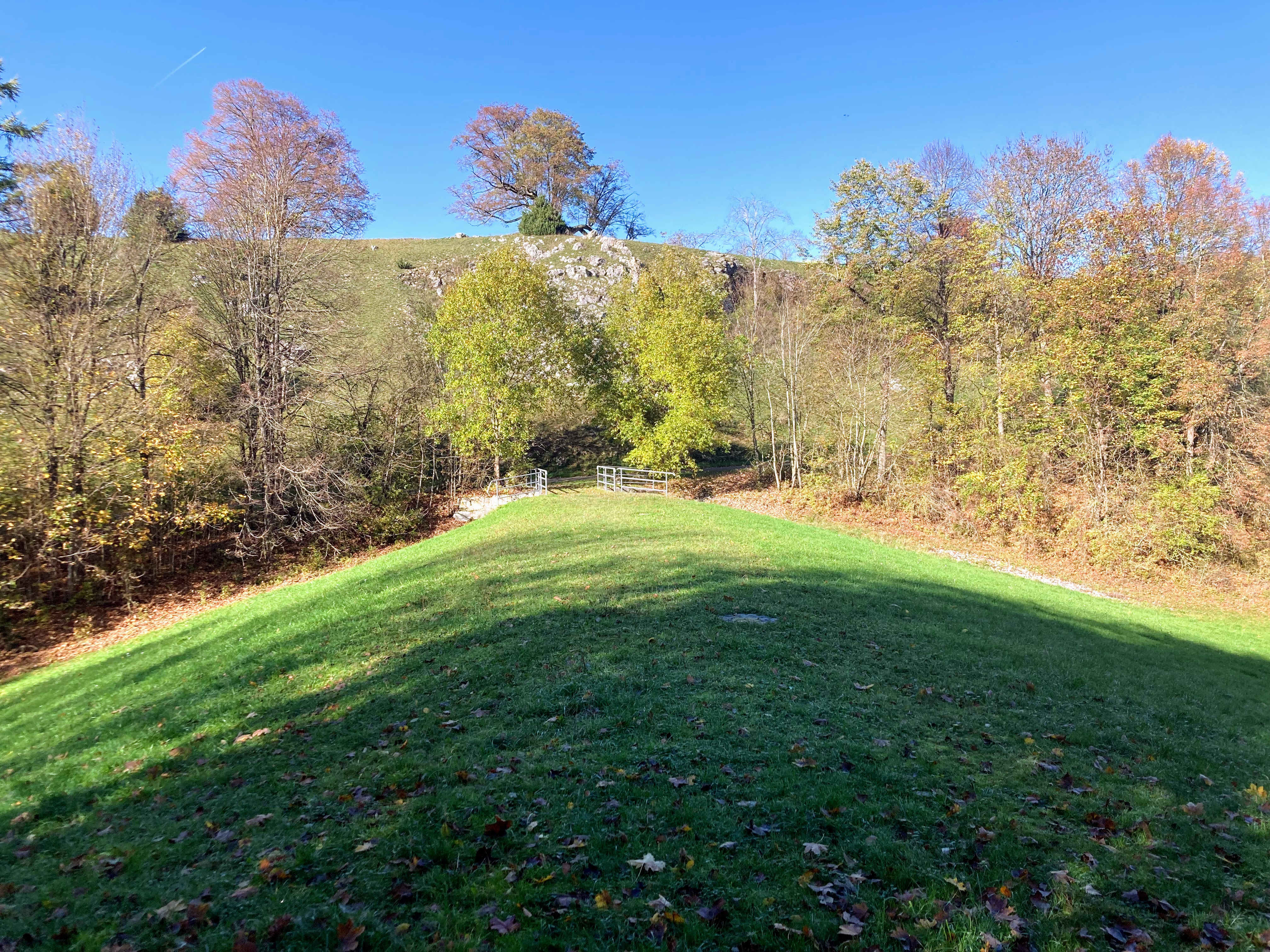
Hochwasserrückhaltebecken Hölltal (2022), Dammkrone in Richtung Stirnentlastung
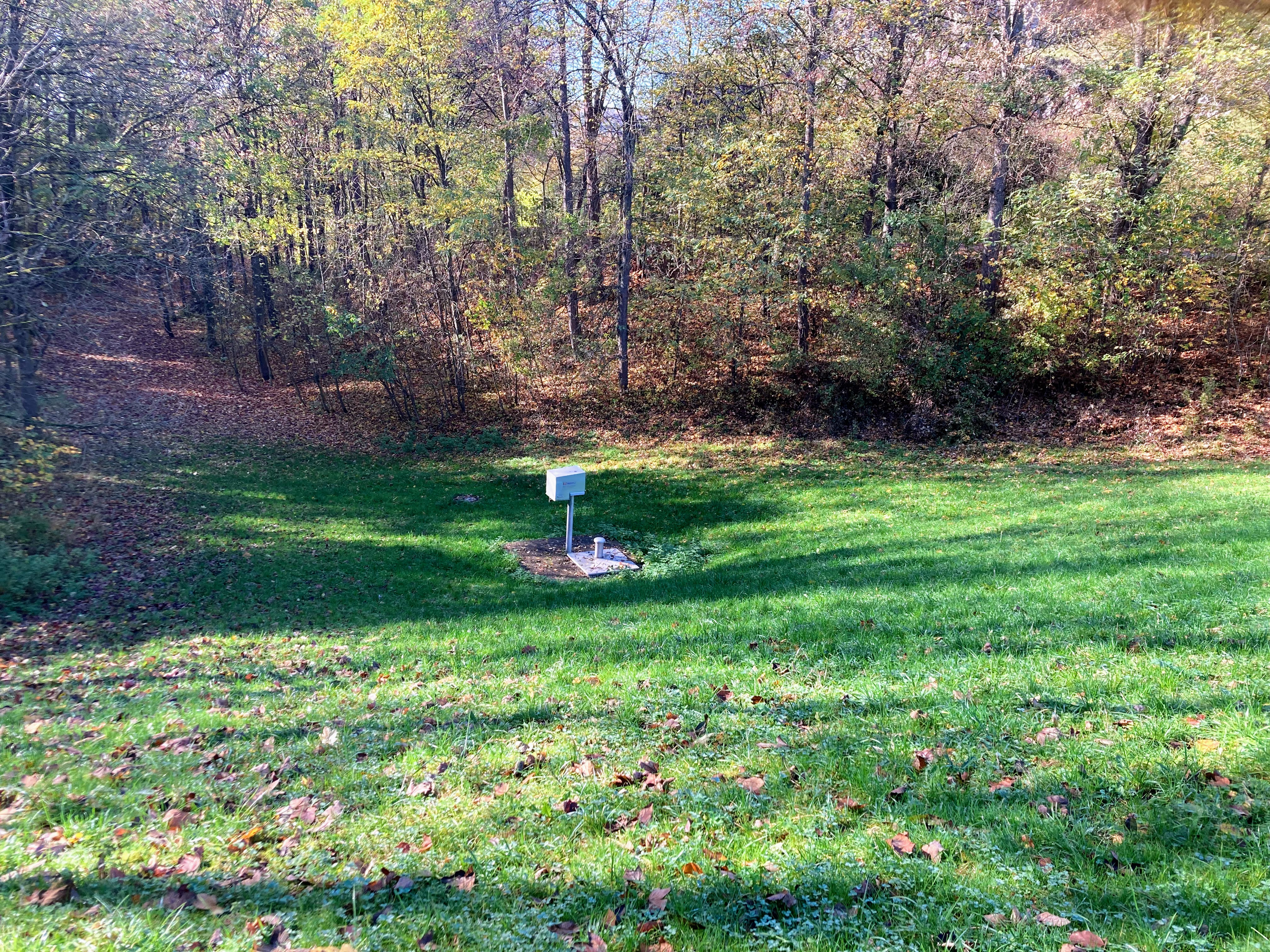
Hochwasserrückhaltebecken Hölltal (2022), Luftseite

- Hochwasserrückhaltebecken Hölltal (2022), Wasserseite
- Hochwasserrückhaltebecken Hölltal (2022), Wasserseite mit Grundablass
- Hochwasserrückhaltebecken Hölltal (2022), Stirnentlastung
- Hochwasserrückhaltebecken Hölltal (2022), Dammkrone in Richtung Stirnentlastung
- Hochwasserrückhaltebecken Hölltal (2022), Luftseite

## Hölltal und Hölle
Namensgeber von Bach, Tal und damit auch Hochwasserrückhaltebecken ist der Flurname Hölle im Sinn von Schlucht. Dieser bezieht sich auf den gesamten Bereich des Hölltals zwischen seinen beiden Engstellen: zum einen, wo sich der Höllbach noch auf der Gemarkung Hohenmemmingen zwischen den Flurstücken Kühlenberg und Semel in die Albhochfläche eingeschnitten hat – zum andern, wo er auf der Gemarkung Giengen zwischen den Flurstücken Höllsteige und Schießberg in die Talniederung der Brenz eintritt. An letzterer Stelle wurde auch der Staudamm errichtet.
Hölle ist zugleich ein lokaler Straßenname, unter dessen einziger Hausnummer 1 unterhalb der ersten Schlucht der Schützenverein Hohenmemmingen 1961 e. V. angesiedelt ist – während dessen Giengener Pendant unter der Adresse In der Höll 1 oberhalb von zweiter Schlucht und Rückhaltebecken das Schützenhaus Giengen betreibt. Teile des überdachten Verlaufs des Höllbachs liegen zudem unter dem Giengener Höllbachweg.
Das Hölltal (genauer: Höllbachtal) umfasst den gesamten Verlauf des Höllbachs von der Quelle bis zu seiner Mündung in die Brenz.
Hölltal ist auch die amtliche Bezeichnung der Landesanstalt für Umwelt Baden-Württemberg für die Mulde des Höllbachs in Zusammenhang mit Hydrologie und Hochwasserschutz – während sich einzig und allein in den Namen des 1978 ausgewiesenen Landschaftsschutzgebiets Irpfel mit Bernauer Feld, Rechberg, Läutenberg, Kürnberg, Schießberg, Heideflächen im Hölletal (welches auch Teile der Hangflächen der Hölle umfasst) mit „Hölletal“ eine weder autochthone noch morphologisch korrekte Wortbildung eingeschlichen hat.

## Höllbach
Der Höllbach entspringt unauffällig auf landwirtschaftlich genutzten Feldern am Nordrand einer weitläufigen Senke der Albhochfläche nördlich von Hohenmemmingen. Die ersten rund 350 m verläuft er südsüdwestlich, um sich im spitzen Winkel für rund 30 m nach Nordwest und dann im rechten Winkel nach Südwest zu kehren. Nach leicht geschwungenen rund 400 m nimmt er von rechts seinen ersten kurzen Zufluss auf, dessen Quelle gleichfalls Felder entwässert. Nach rund 50 m wendet er sich ungefähr nach Süd und fließt auf rund 220 m westlich eines landwirtschaftlichen Anwesens vorbei, das sein Wasser nutzt und unter dessen südlichem Bereich der Bach zum ersten Mal kanalisiert ist. Kurz nachdem er wieder an der Oberfläche hervortritt, erreicht er eine Versickerungsstrecke. Auch sein zweiter Zufluss, der nach weiteren rund 90 m von rechts einmündet, führt hier in der Regel kein Wasser mehr.
Nachdem der Höllbach in seinem Oberlauf bis dahin überwiegend einen begradigten, der Flurbereinigung geschuldeten Verlauf aufweist, tritt er nun für rund 190 m in seine erste Schlucht ein: zunächst in südwestlicher Richtung, dann in rechtem Winkel nach Südost drehend. Ab dem Grundstück des Schützenvereins Hohenmemmingen 1961 e. V. fließt er für rund 350 m genau südlich durch das mittlere Hölltal – unter der Nebenstraße nach Hohenmemmingen hindurch – und vollzieht dann einen rund 70 m langen Bogen nach Westsüdwest. Die nächsten rund 800 m läuft er leicht geschwungen durch das mittlere Hölltal seinem Staudamm zu, zuletzt nördlich am Schützenhaus der Schützengesellschaft Giengen 1830 e. V. vorbei.
Während das Hochwasserbecken Hölltal das einzige des Wasserverbands Wedel-Brenz ist, dessen Bach im Oberlauf beständig wasserführend ist, tritt nun eine weitere Besonderheit ein: Der Höllbach verlässt den Erddamm nach Eintritt in den Grundablass nicht unmittelbar danach wieder, sondern wird aufgrund der Enge der zweiten Schlucht zum Schutz der an deren Ende befindlichen Grundstücke für insgesamt rund 270 m unterirdisch weitergeführt. Daran schließen sich weitere rund 170 m offener Verlauf an, bevor der Bach schließlich in die dritte und letzte Kanalisierung fließt. Diese führt etwa 1 km weit unter Oggenhauser Straße, Höllbachweg und Carl-Benz-Straße bis ans westliche Ende der Johannes-Brahms-Straße, wo der Höllbachkanal einen rechtwinkligen Knick nach Süden macht und für rund 400 m zunächst in der Grünanlage östlich der Schwagehalle sowie etwas versetzt westlich parallel zu der namentlich passenden Straße Am Wildgraben verläuft. Erst rund 150 m vor seiner Mündung in die Brenz aus Nordosten, kurz vor Erreichen der Herbrechtinger Straße, tritt er wieder an die Oberfläche.
In historischer Zeit mündete in den Höllbach etwa auf Höhe der Kreuzung des Höllbachwegs mit St. Peter bzw. der Heidenheimer Straße ein weiterer Wildwassertalstrang aus nördlicher Richtung ein.

Ausgewählte Bilder des Höllbachs, des Hölltals und der Hölle
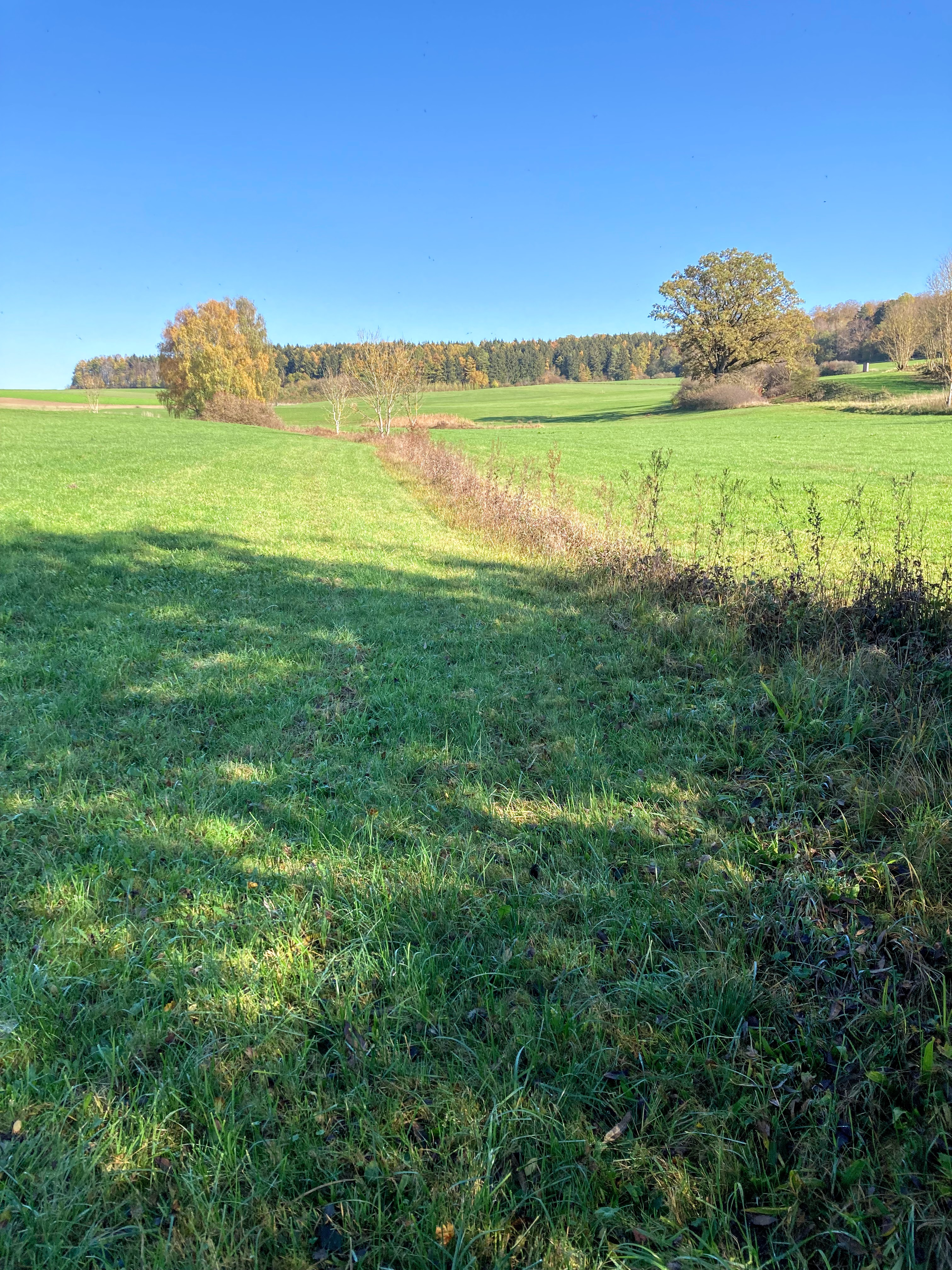
Höllbach (2022), Blick in Richtung Quelle
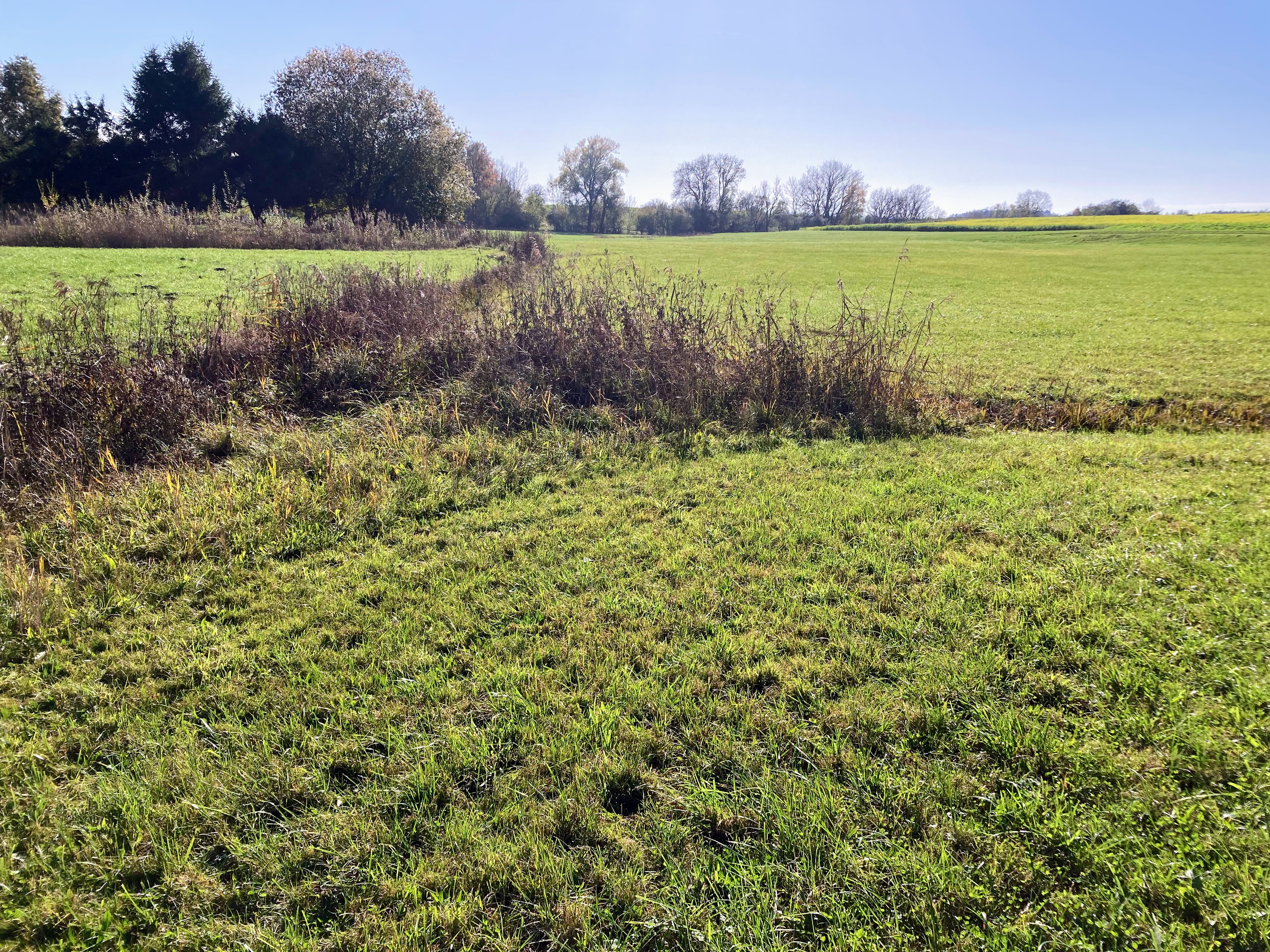
Höllbach (2022), Mündung des ersten Zuflusses
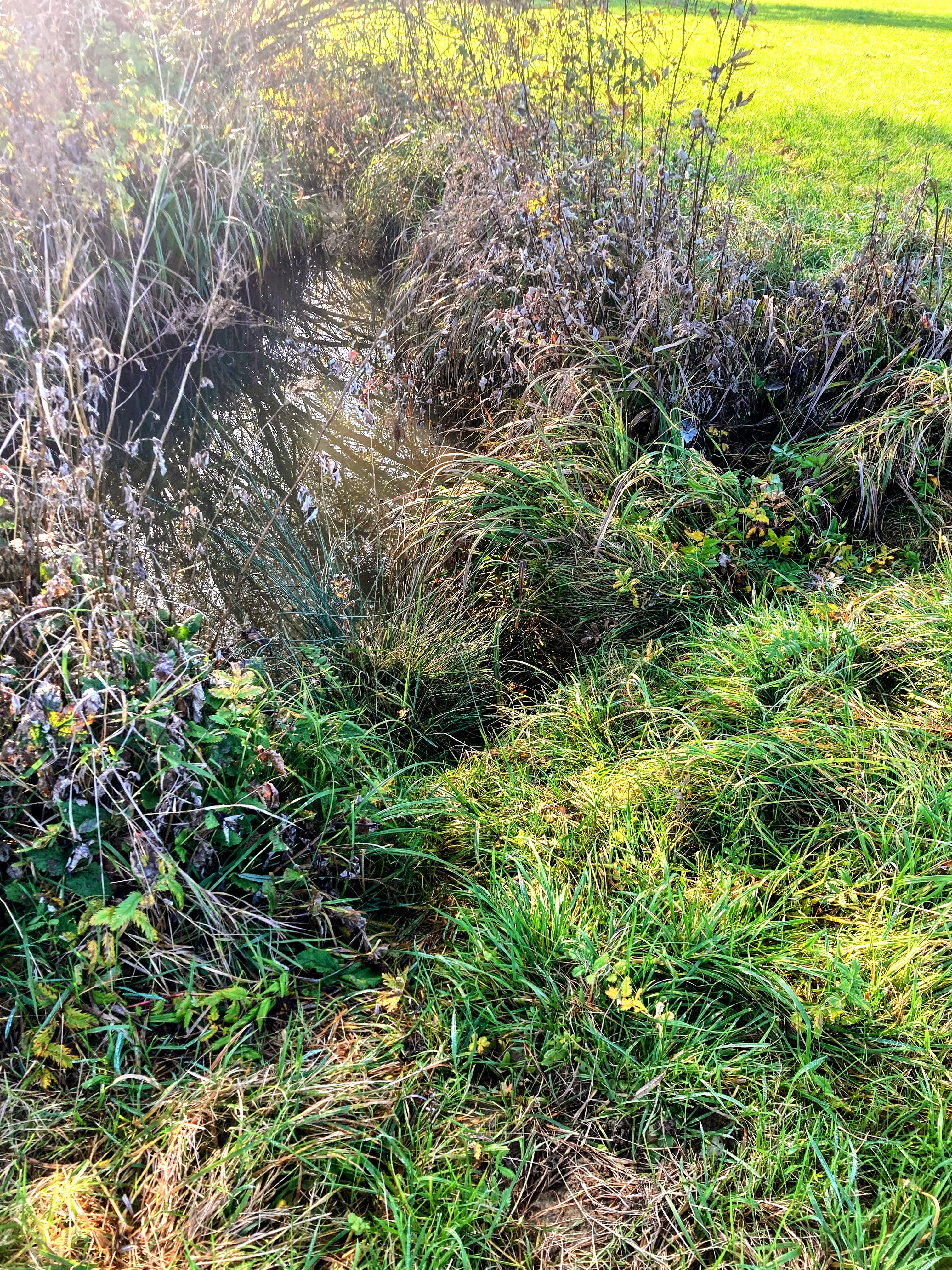
Höllbach (2022), Austritt nach der ersten Kanalisierung
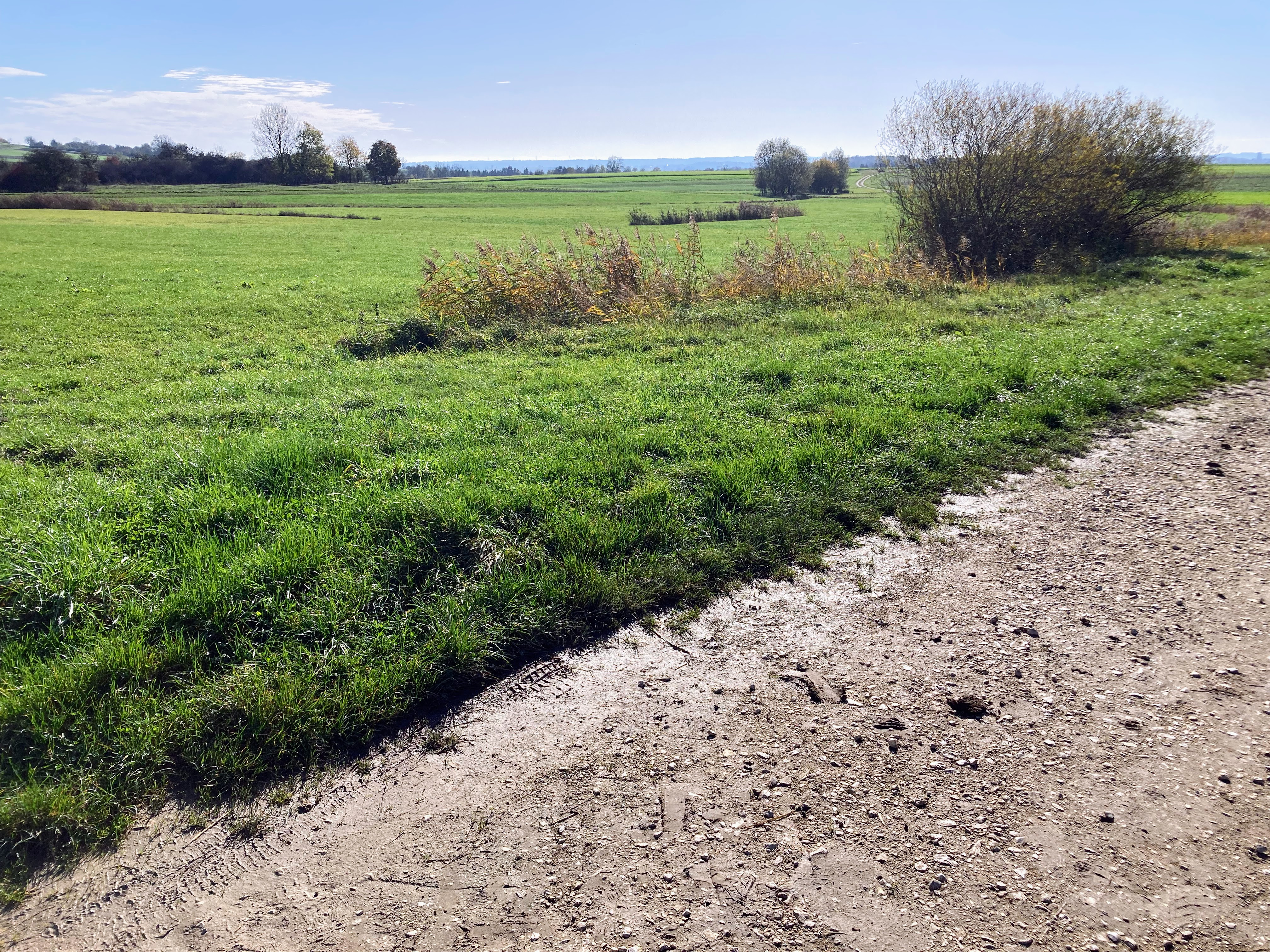
Höllbach (2022), Quellgebiet des zweiten Zuflusses
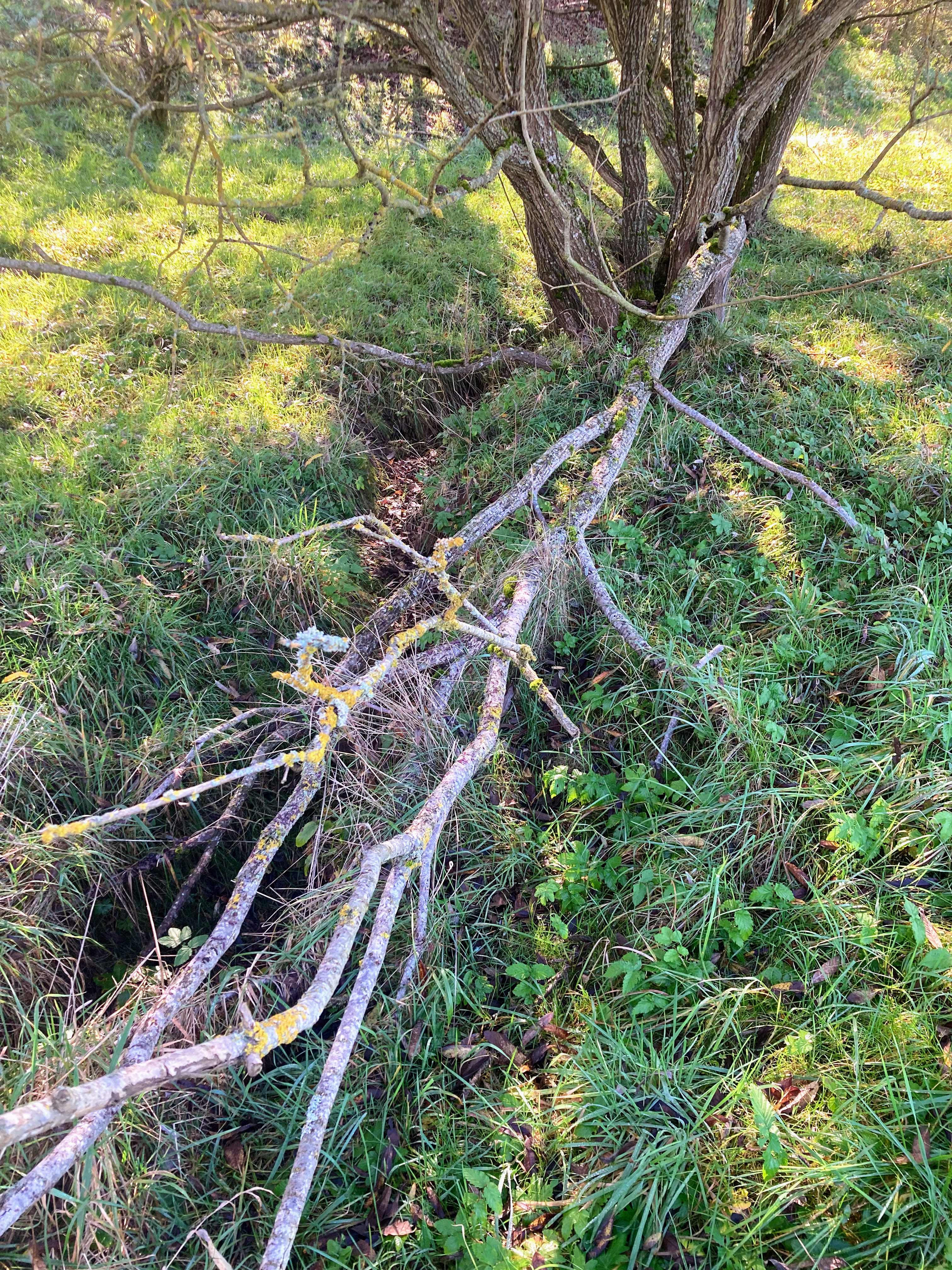
Höllbach (2022), Bachbett vor Eintritt in die erste Schlucht
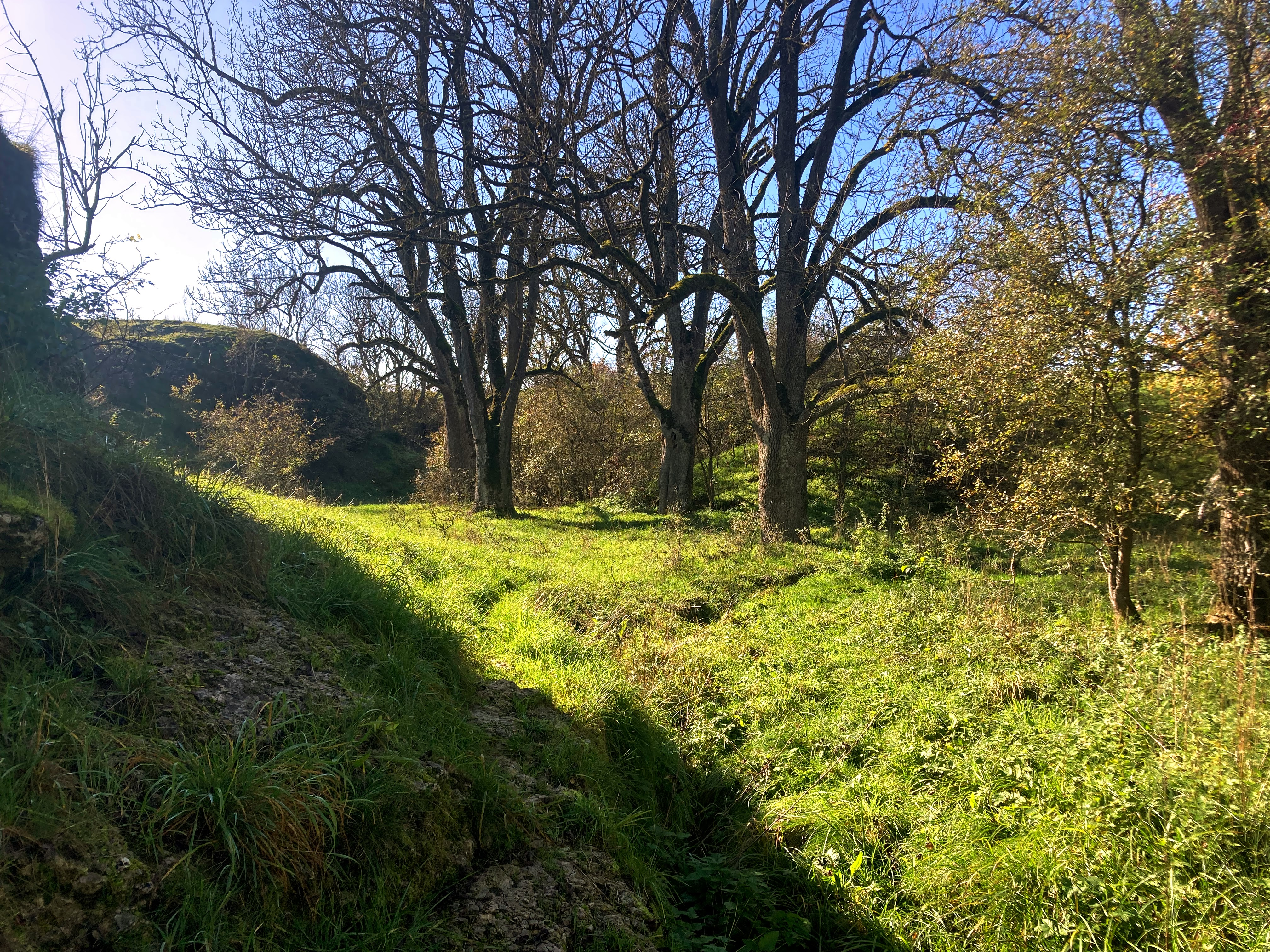
Höllbach (2022), erste Schlucht
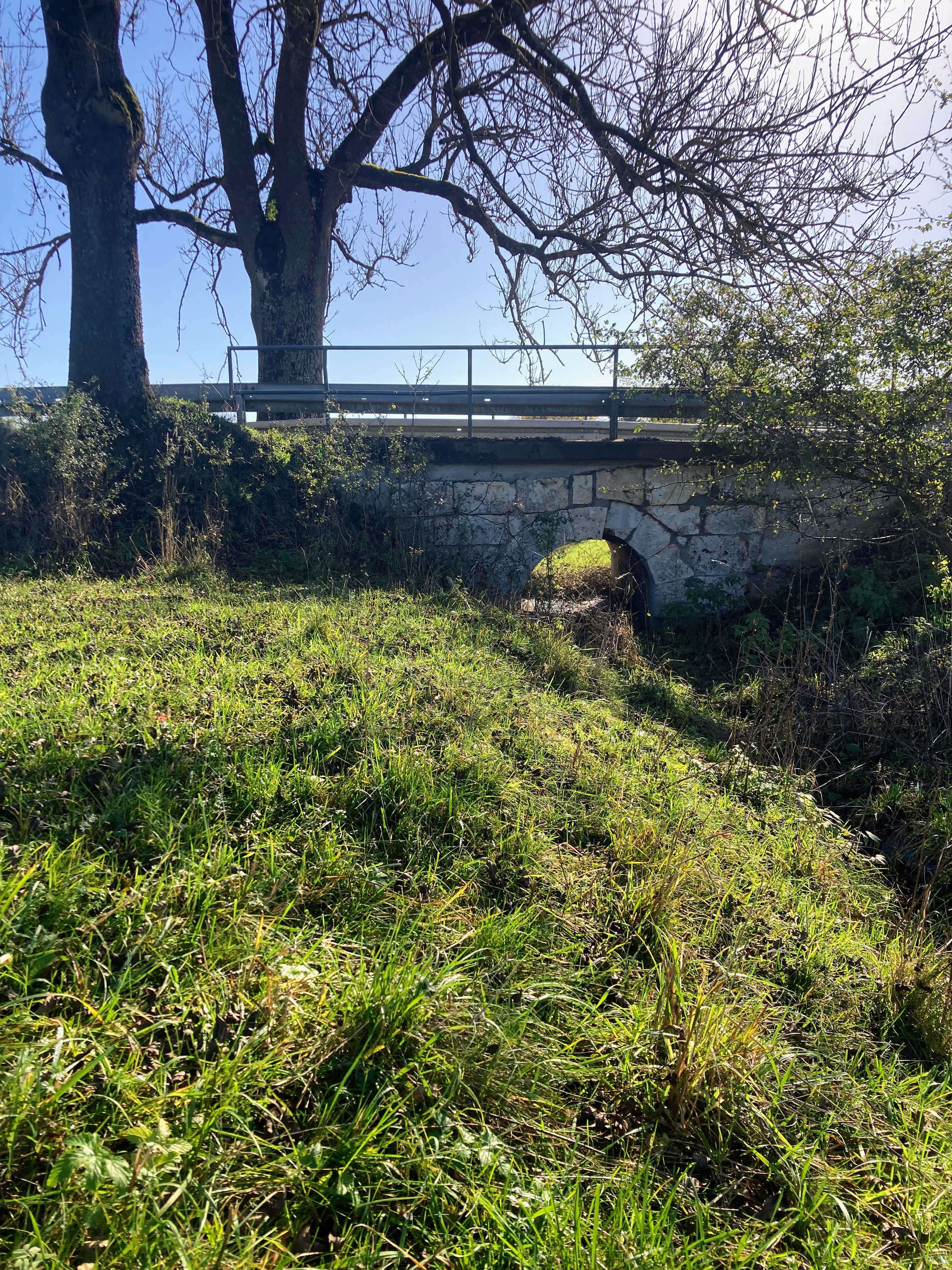
Höllbach (2022), Brücke beim Schützenverein Hohenmemmingen 1961 e. V.
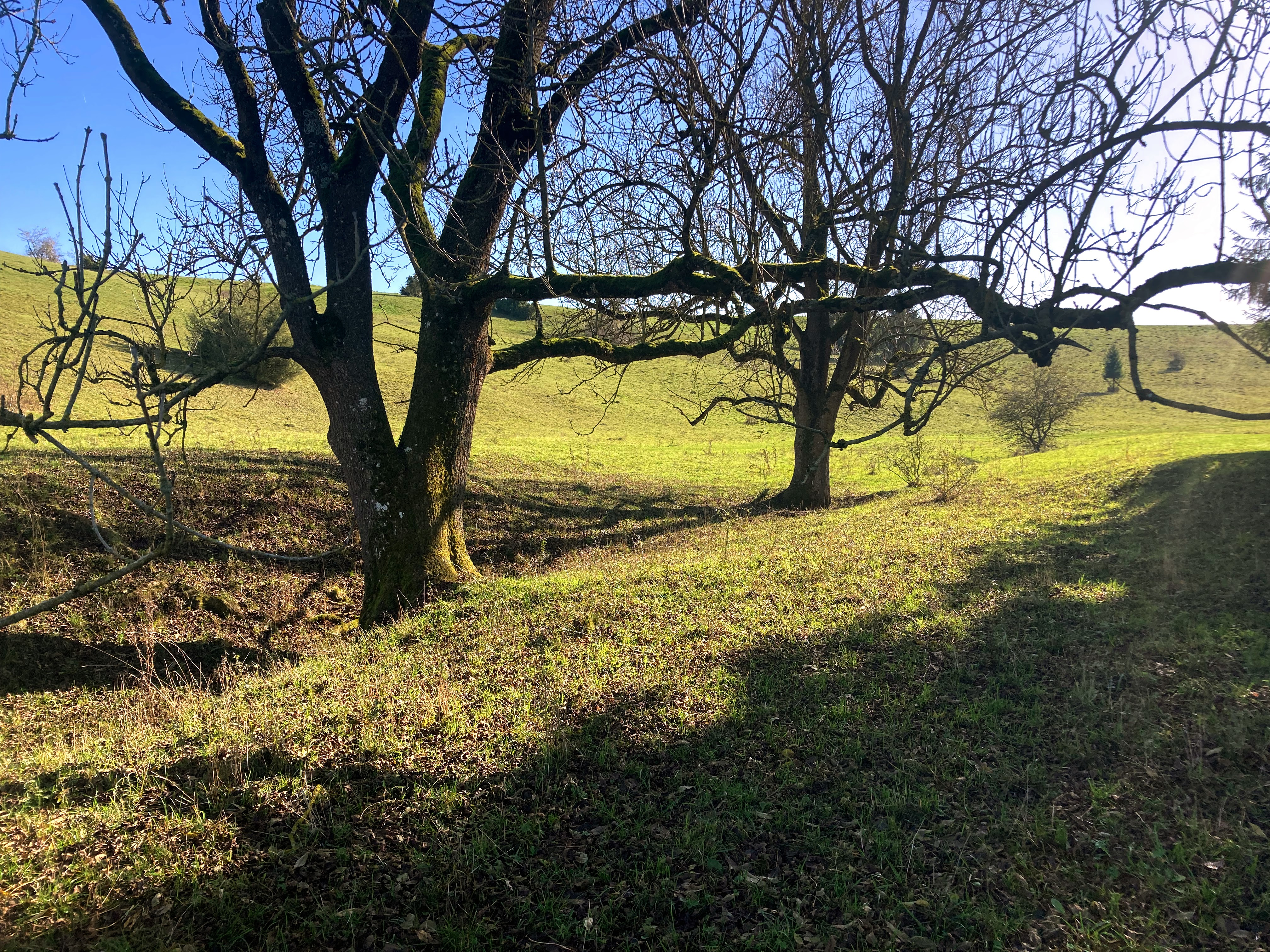
Höllbach (2022), Landschaftsschutzgebiet im mittleren Hölltal
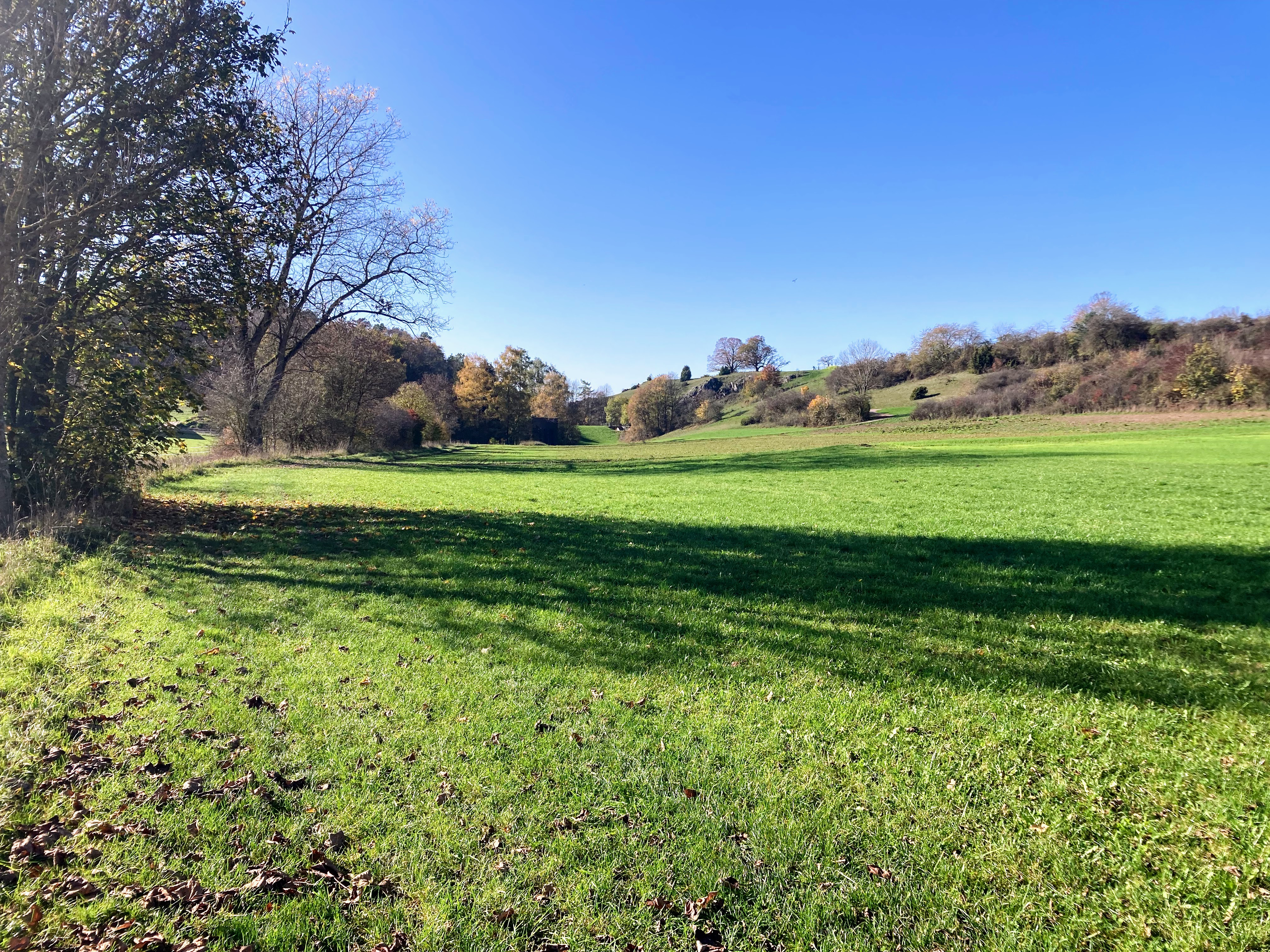
Höllbach (2022), mittleres Hölltal in Richtung Hochwasserrückhaltebecken
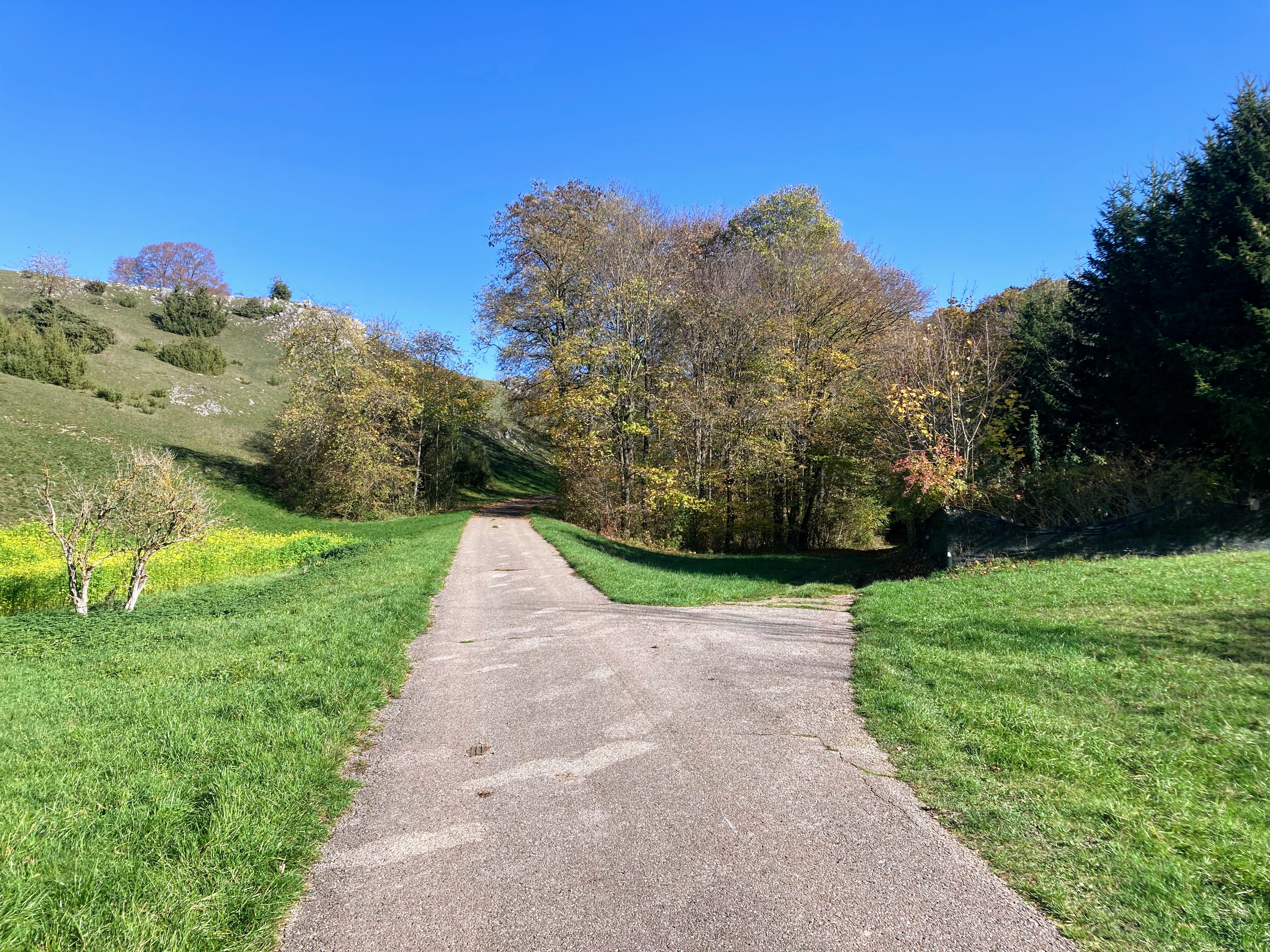
Höllbach (2022), Austritt der zweiten Schlucht (rechts) hinter dem Rückhaltebecken
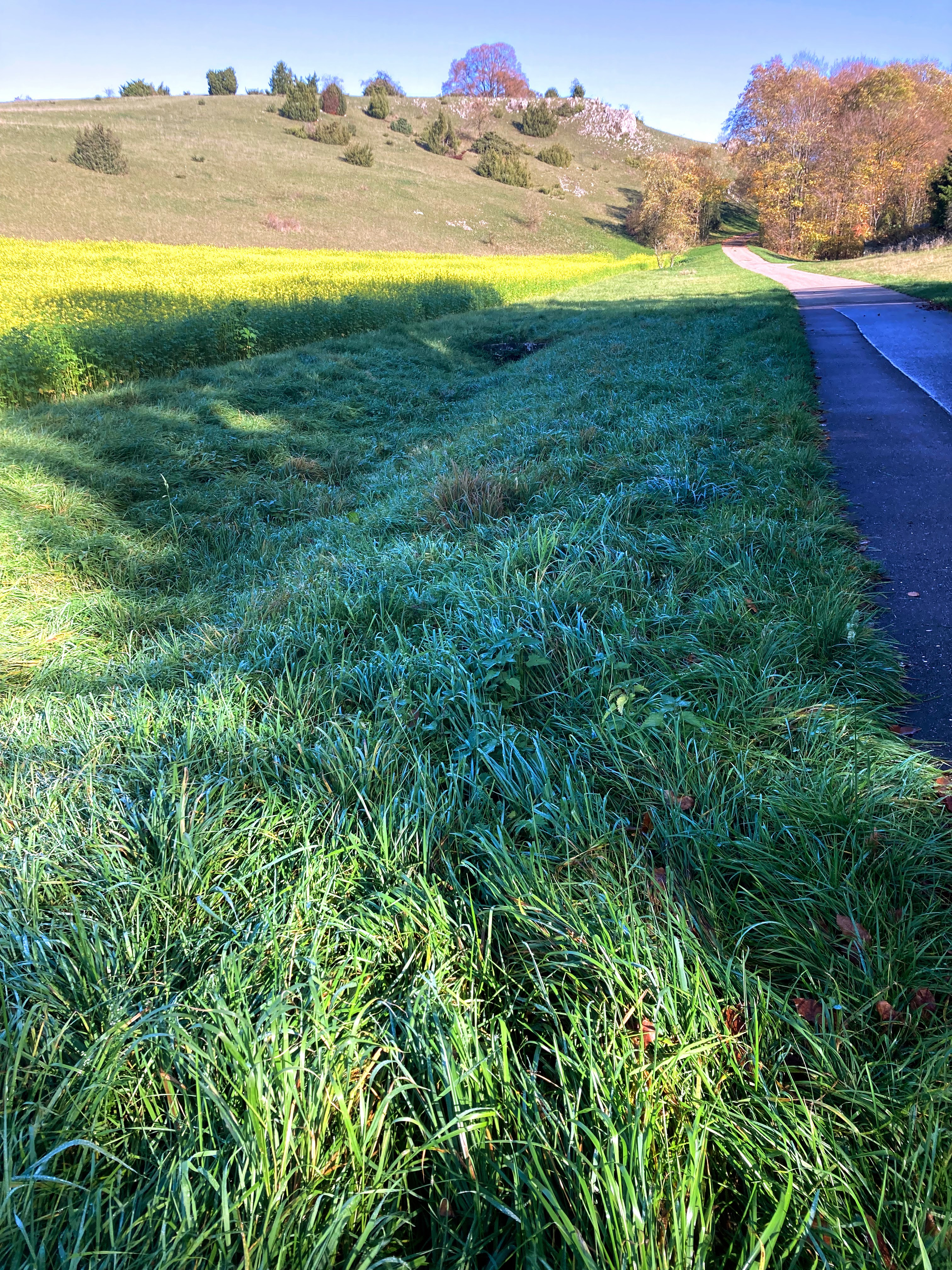
Höllbach (2022), Austritt nach der zweiten Kanalisierung
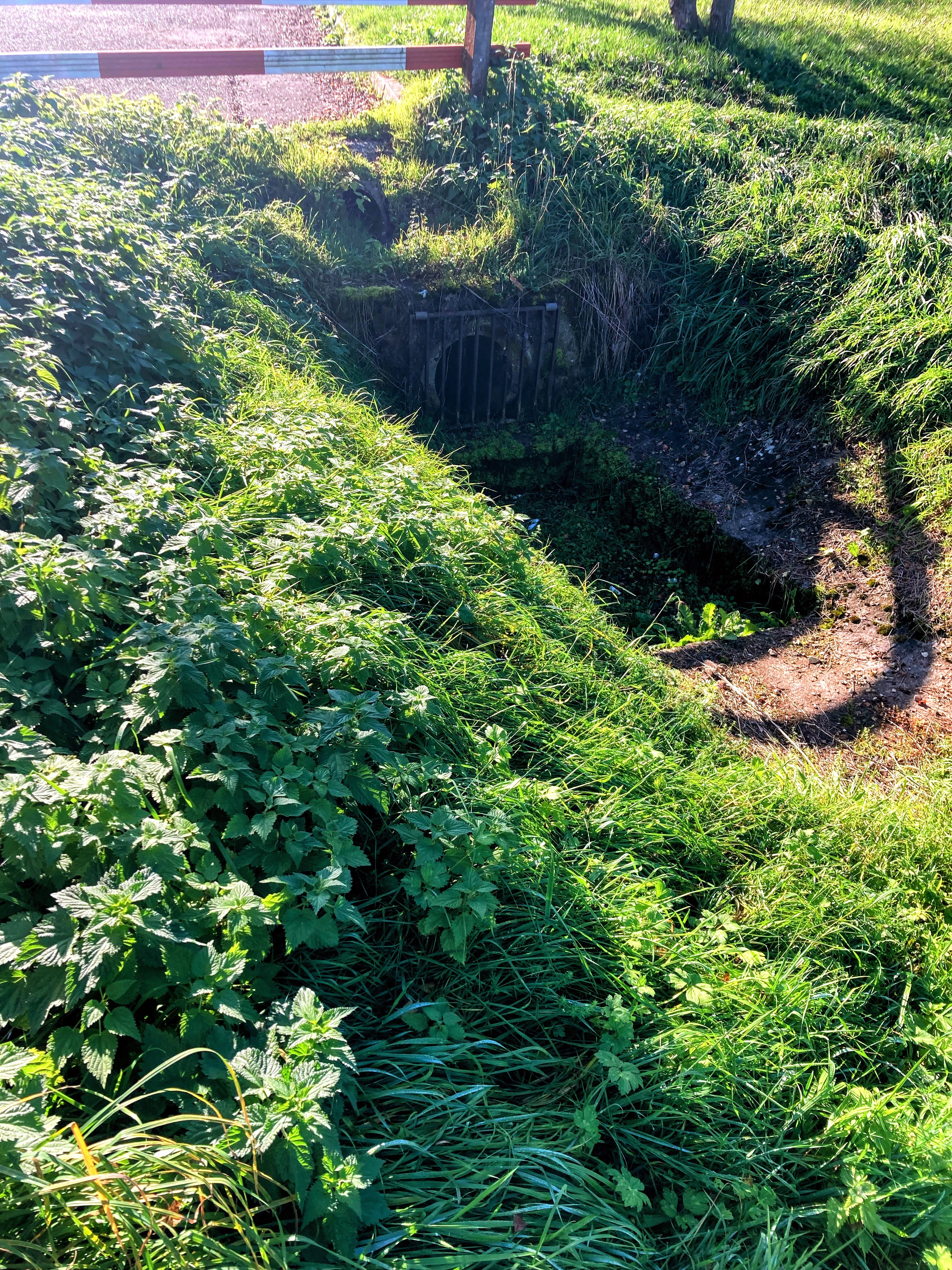
Höllbach (2022), Beginn der dritten und letzten Kanalisierung

## Wasserverband
Das Hochwasserrückhaltebecken Hölltal gehört dem Wasserverband Wedel-Brenz und wurde 1958 erbaut.